# Врточе (Босански Петровац)
Врточе је насељено мјесто у Босни и Херцеговини, у општини Босански Петровац, које административно припада Федерацији Босне и Херцеговине. Према попису становништва из 2013, у насељу је живјело 176 становника.

## Историја
Током Другог свјетског рата, са подручја Врточа, Бјелаја, Пркоса и Орашког Брда погинуло је 408 бораца НОВЈ и 768 цивила.

## Становништво
| Националност       | 2013. | 1991. | 1981. | 1971. |
| Срби               | 168   | 407   | 429   | 688   |
| Хрвати             | 1     | 2     | 1     | 1     |
| Југословени        | –     |       | 128   | 8     |
| остали и непознато | 7     | 20    |       | 5     |
| Укупно             | 176   | 429   | 558   | 702   |

| Демографија | Демографија | Демографија |
| Година      | Становника  | Становника  |
| ----------- | ----------- | ----------- |
| 1961.       | 826         |             |
| 1971.       | 702         |             |
| 1981.       | 558         |             |
| 1991.       | 429         |             |
| 2013.       | 176         |             |

### Презимена
| - Адамовић — Православци, славе Јовањдан - Арманда — Православци, славе Никољдан - Атлагић — Православци, славе Ђурђевдан - Бабић — Православци, славе Јовањдан - Балабан — Православци, славе Петровдан - Батес — Православци, славе Јовањдан - Бјелић — Православци, славе Светог Васелију - Богић — Православци, славе Мијољдан - Боровница — Православци, славе Ђурђевдан - Бужоња — Римокатолици - Векић — Православци, славе Светог Стевана - Вигњевић — Православци, славе Светог Васелију - Војновић — Православци, славе Ђурђевдан - Вујиновић — Православци, славе Аранђеловдан (око 1870. одселили у Теочак) - Вукша — Православци, славе Ђурђевдан - Галин — Православци, славе Светог Вилимпија - Галоња — Православци, славе Враче - Гаћеша — Православци, славе Никољдан - Дивјак — Православци, славе Никољдан - Дошеновић — Православци, славе Јовањдан - Дринић — Православци, славе Никољдан - Дробац — Православци, славе Ђурђевдан - Дубајић — Православци, славе Ђурђевдан - Завиша — Православци, славе Светог Васелију - Зељић — Православци, славе Јовањдан - Зец — Православци, славе Ђурђевдан - Зец — Православци, славе Светог Васелију - Зорић — Православци, славе Ђурђевдан - Иванчевић — Православци, славе Јовањдан - Јакшић — Православци, славе Светог Васелију - Јањић — Православци, славе Јовањдан | - Јеличић — Православци, славе Никољдан - Калањ — Православци, славе Никољдан - Керкез — Православци, славе Ђурђевдан - Клепић — Православци, славе Ђурђевдан - Крчмар — Православци, славе Јовањдан - Латиновић — Православци, славе Јовањдан - Латковић — Православци, славе Аранђеловдан - Лукач — Православци, славе Јовањдан - Маричић — Римокатолици - Матијевић — Римокатолици - Обрадовић — Православци, славе Јовањдан - Петровић — Православци, славе Ђурђевдан - Поповић — Православци, славе Јовањдан - Поповић — Православци, славе Никољдан - Пилиповић — Православци, славе Светог Вилимпија - Радановић — Православци, славе Јовањдан - Радошевић — Православци, славе Аранђеловдан - Радуловић (Рад'ловић) — Православци, славе Никољдан - Рађеновић — Православци, славе Ђурђевдан - Сантрач — Православци, славе Пантелиндан - Совиљ — Православци, славе Никољдан - Ступар — Православци, славе Лазареву суботу - Сурла — Православци, славе Никољдан - Тешић — Православци, славе Ђурђевдан - Ћалић — Православци, славе Јовањдан - Ћургуз — Православци, славе Никољдан - Џамџија — Православци - Шарчевић — Православци, славе Ђурђевдан - Шљивар — Православци, славе Светог Вилимпија - Шолаја — Православци, славе Ђурђевдан |

## Знамените личности
- Лука Атлагић, мајор ЈНА, учесник НОБ и носилац Партизанске споменице.
- Милан Атлагић, генерал ЈНА, учесник НОБ и носилац Партизанске споменице.
- Милан Атлагић, пуковник Војске Републике Српске.
- Душан Балабан, потпуковник ЈНА, учесник НОБ и носилац Партизанске споменице.
- Душан Батес, пуковник ЈНА, учесник НОБ и носилац Партизанске споменице.
- Милан Батес, мајор ЈНА, учесник НОБ и носилац Партизанске споменице.
- Богдан Вукша, пуковник ЈНА, учесник НОБ и носилац Партизанске споменице.
- Милан Вукша, мајор ЈНА, учесник НОБ и носилац Партизанске споменице.
- Брацо Галин, пуковник ЈНА, учесник НОБ и носилац Партизанске споменице.
- Милош Галин, фудбалер.
- Симо Галин, пуковник ЈНА, учесник НОБ и носилац Партизанске споменице.
- Милан Зец, мајор ЈНА, учесник НОБ и носилац Партизанске споменице.
- Душан Латиновић, мајор милиције СФРЈ, учесник НОБ и носилац Партизанске споменице.
- Илија Латиновић, стогодишњак, учесник НОБ и носилац Партизанске споменице.
- Перо Латиновић, мајор ЈНА, учесник НОБ и носилац Партизанске споменице.
- Драган Лукач, министар унутрашњих послова у Влади Републике Српске.
- Милан Петровић, мајор ТО, учесник НОБ и носилац Партизанске споменице.
- Петар Петровић, потпуковник ЈНА, учесник НОБ и носилац Партизанске споменице.
- Никица Пилиповић, писац и хроничар, пуковник ЈНА, учесник НОБ и носилац Партизанске споменице.
- Милкан Пилиповић, пуковник милиције СФРЈ, учесник НОБ и носилац Партизанске споменице.
- Пилип Пилиповић, потпуковник ЈНА, учесник НОБ и носилац Партизанске споменице.
- Ђукан Радошевић, пуковник ЈНА, учесник НОБ и носилац Партизанске споменице.
- Лазо Радошевић, генерал ЈНА, учесник НОБ и носилац Партизанске споменице.
- Петар Радошевић, мајор ЈНА, учесник НОБ и носилац Партизанске споменице.
- Вељко Совиљ, пуковник ЈНА, учесник НОБ и носилац Партизанске споменице, рођен у Бусијама, а одрастао у Врточу.
- Бранко Сурла, народни херој Југославије.